# Krugloe
Krugloe är en sjö i Antarktis. Den ligger i Östantarktis. Australien gör anspråk på området. Krugloe ligger 315 meter över havet. Arean är 0,19 kvadratkilometer. Den sträcker sig 2,5 kilometer i nord-sydlig riktning, och 1,2 kilometer i öst-västlig riktning.